# Kristiaan Haagen
Kristiaan Haagen (Kasterlee, 30 april 1995) is een Belgisch voetballer die bij voorkeur als verdediger speelt.

## Carrière
Haagen doorliep de jeugdopleidingen van KVC Westerlo en RSC Anderlecht, maar speelde er nooit in het eerste team. Stages bij NAC Breda en SC Cambuur leverden hem geen contract op, waarna FC Dordrecht hem medio juni 2015 voor twee jaar vastlegde. Daar debuteerde hij op 7 augustus 2015 in het betaald voetbal als invaller voor Sai van Wermeskerken in de thuiswedstrijd tegen FC Eindhoven. Na het aantrekken van Matthew Steenvoorden en Fahd Aktaou werd zijn kans op speelminuten sterk gereduceerd. De Dordtse club verhuurde hem in augustus 2015 voor een jaar aan VVV-Venlo, dat ook een optie tot koop bedong. Na afloop van zijn huurperiode deed VVV hem een contractaanbod dat hij naast zich neerlegde. Haagen besloot te stoppen met profvoetbal om zich te richten op zijn studie. Hij keerde vervolgens terug naar zijn geboorteland waar hij een tweejarig contract tekende bij ASV Geel dat uitkomt in de Eerste klasse amateurs. Halverwege het seizoen 2017/18 stapte hij vanwege financiële problemen in Geel over naar reeksgenoot KFC Dessel Sport.

## Clubstatistieken
| Seizoen                                | Club             | Land                   | Competitie | Competitie | Beker | Beker | Overig | Overig | Totaal | Totaal |
| Seizoen                                | Club             | Land                   | Wed.       | Dlp.       | Wed.  | Dlp.  | Wed.   | Dlp.   | Wed.   | Dlp.   |
| -------------------------------------- | ---------------- | ---------------------- | ---------- | ---------- | ----- | ----- | ------ | ------ | ------ | ------ |
| 2015/16                                | FC Dordrecht     | Eerste divisie         | 2          | 0          | 0     | 0     | 0      | 0      | 2      | 0      |
| 2015/16                                | → VVV-Venlo      | Eerste divisie         | 15         | 2          | 1     | 0     | 1      | 0      | 17     | 2      |
| 2016/17                                | ASV Geel         | Eerste klasse amateurs | 28         | 2          | 5     | 1     | 0      | 0      | 33     | 3      |
| 2017/18                                | ASV Geel         | Eerste klasse amateurs | 15         | 1          | 3     | 3     | 0      | 0      | 18     | 4      |
| 2017/18                                | KFC Dessel Sport | Eerste klasse amateurs | 11         | 0          | 0     | 0     | 6      | 1      | 17     | 1      |
| 2018/19                                | KFC Dessel Sport | Eerste klasse amateurs | 24         | 1          | 4     | 0     | 0      | 0      | 28     | 1      |
| 2019/20                                | KFC Dessel Sport | Eerste klasse amateurs | 24         | 0          | 4     | 0     | 0      | 0      | 28     | 0      |
| 2020/21                                | KFC Dessel Sport | Eerste nationale       | 0          | 0          | 3     | 0     | 0      | 0      | 3      | 0      |
| 2021/22                                | KFC Dessel Sport | Eerste nationale       | 27         | 3          | 2     | 0     | 6      | 2      | 35     | 5      |
| 2022/23                                | KFC Dessel Sport | Eerste nationale       | 33         | 2          | 4     | 0     | 0      | 0      | 37     | 2      |
| 2023/24                                | KVC Lille United | Tweede afdeling        | 16         | 3          | 1     | 0     | 0      | 0      | 17     | 3      |
| 2024/25                                | KVC Lille United | Tweede afdeling        | 13         | 2          | 0     | 0     | 0      | 0      | 13     | 2      |
| Carrière totaal                        | Carrière totaal  | Carrière totaal        | 208        | 16         | 27    | 4     | 13     | 3      | 248    | 23     |
| Bijgewerkt tot en met 25 december 2024 |                  |                        |            |            |       |       |        |        |        |        |